# François Clément Sommier

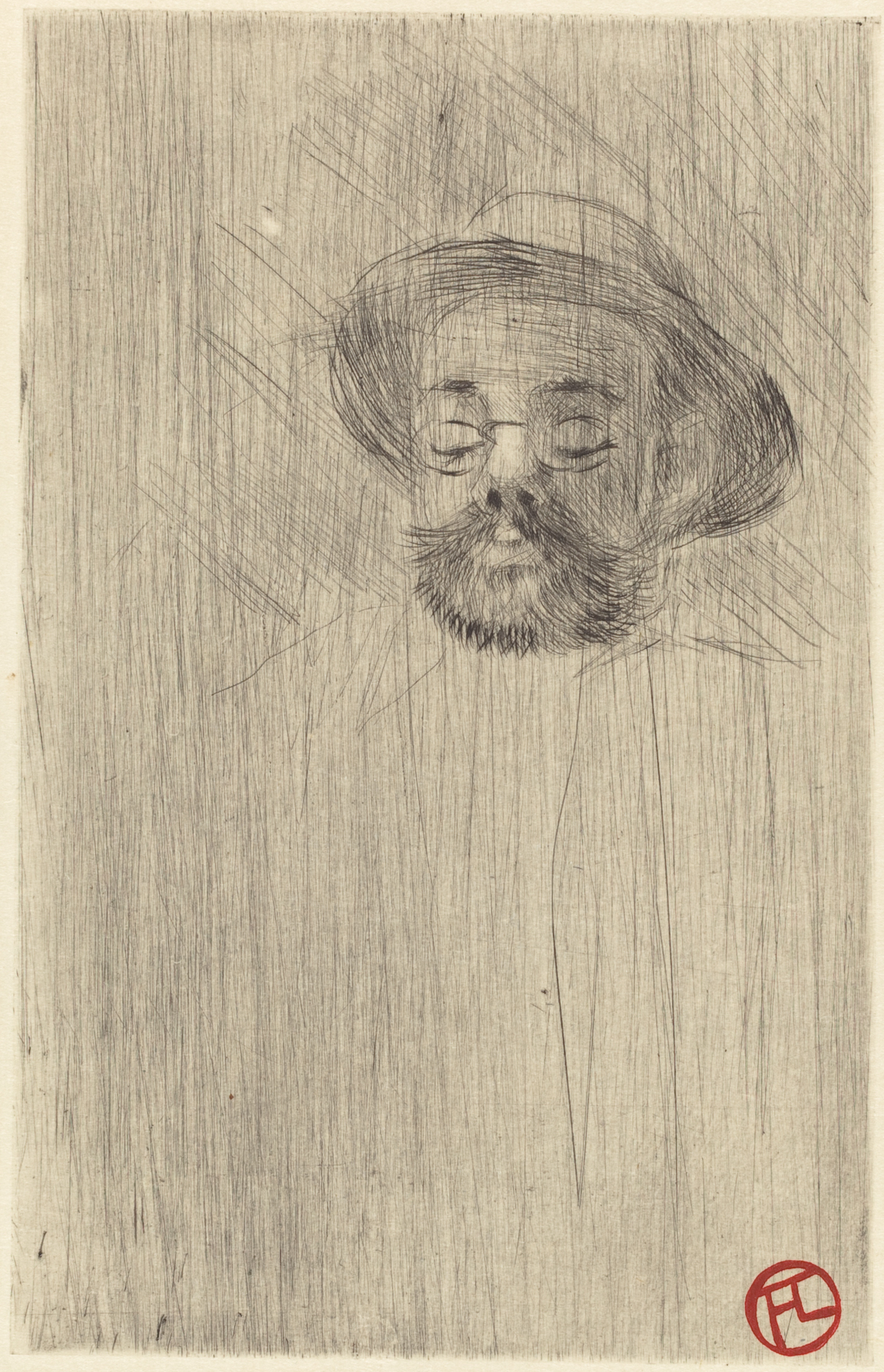
François Clément Sommier Kaltnadelradierung von Henri de Toulouse-Lautrec

François Clément Sommier, mit Künstlernamen Henry Somm (* 1844 in Rouen; † 14. März 1907 in Paris) war ein französischer Zeichner, Aquarellist und Grafiker des Post-Impressionismus im ausgehenden 19. Jahrhundert.

## Leben und Werk
François Clément Sommier stammte aus Rouen. Sommier studierte in seiner Heimatstadt Rouen an der "École Municipale de Dessin" Zeichnen und war Schüler von Gustave Morin. In den 1860er Jahren siedelte er nach Paris über und schloss sich den Impressionisten an. Henri Bravière brachte ihm Drucktechniken bei. Sommier arbeitete unter dem Künstlernamen Henry Somme als Illustrator für Bücher und die Zeitschriften Charge, Cravache, L’Inutile, Gazette parisienne, und den Courier Français. Als Grafiker fertigte er Entwürfe für die Porzellanmanufaktur Haviland & Co in  Limoges sowie Menukarten und Plakate. Der vielseitige Sommier entwarf ein Schattenbildertheater, dessen Stücke im Kabarett Le Chat Noir in Montmartre aufgeführt wurden.
Sommiers Aquarelle und Bilder zeigen wechselnd impressionistische, symbolistische und japonistische Motive. Sommier, der in Montmartre lebte, war eng mit Henri de Toulouse-Lautrec und Edgar Degas befreundet. Letzterer verhalf ihm 1879 zur Teilnahme an der vierten Impressionistenausstellung in der Galerie Durand-Ruel neben Félix Bracquemond, Mary Cassatt and Camille Pissarro. Ab den achtziger Jahren arbeitete Sommier wieder vorwiegend als Grafiker und Illustrator von Zeitschriften und Büchern. 1889 nahm der nochmals an der Impressionistenausstellung in der Galerie Durand-Ruel teil. Sommier verstarb 1907 in Paris.

## Werke
Beispiele seiner Werke:

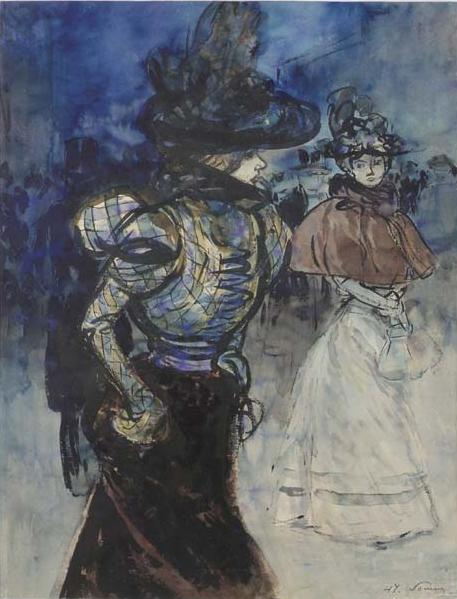
Damen mit Hut
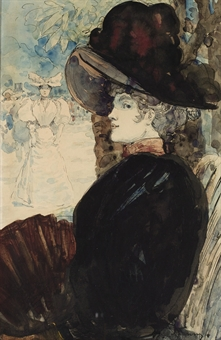
Dame im Profil mit Hut
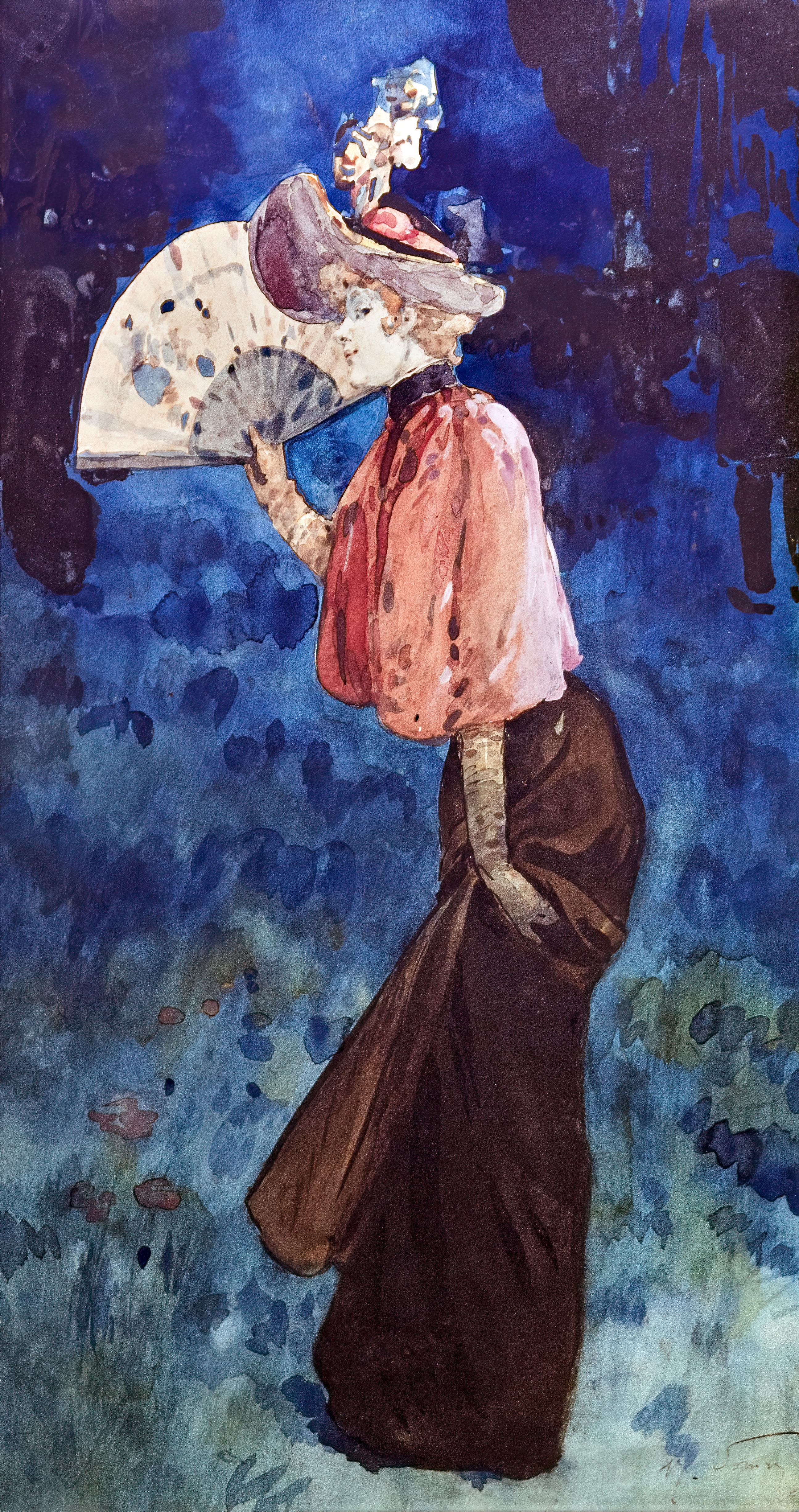
Dame mit Fächer
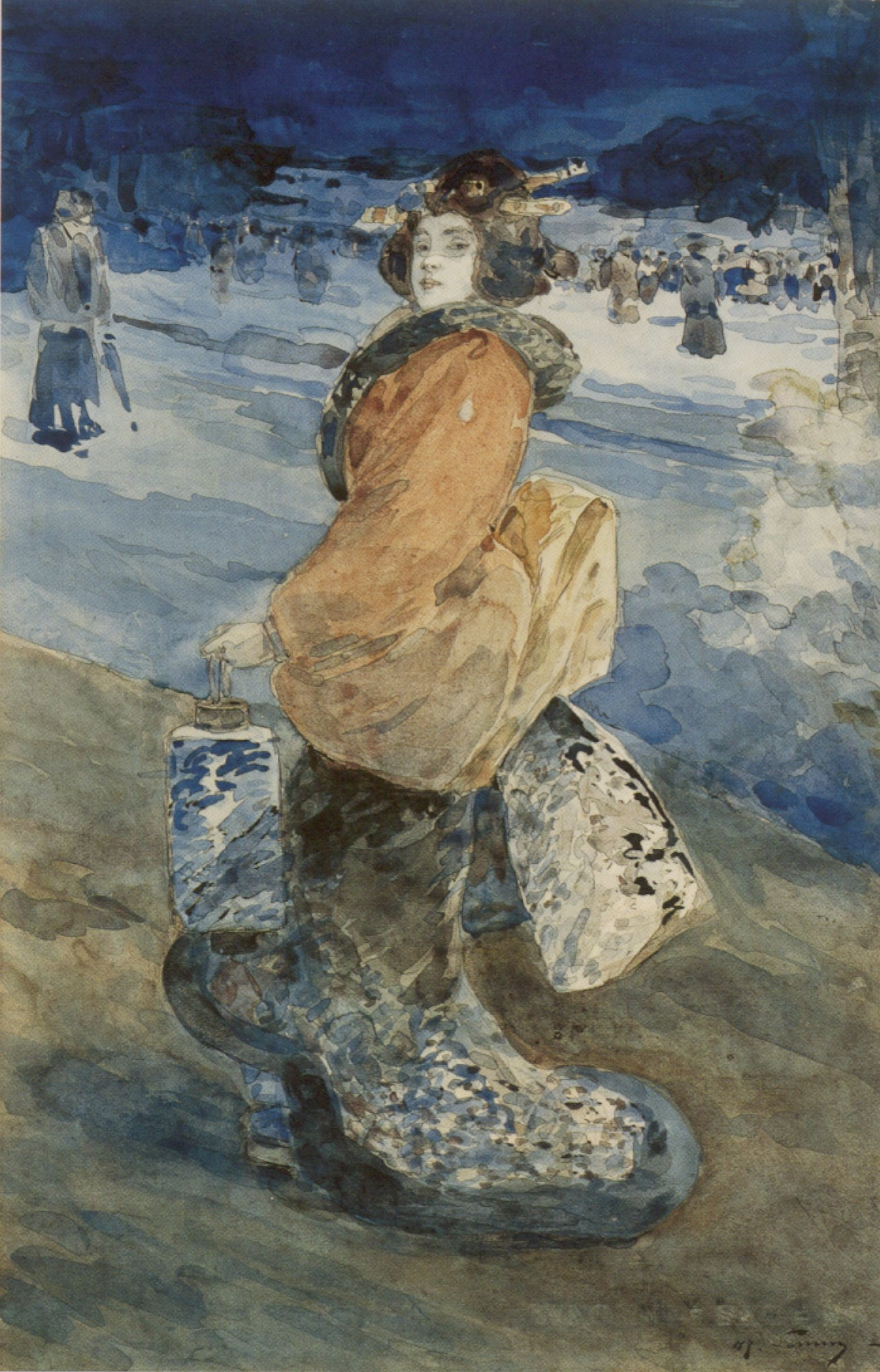
Elegante Japanerin
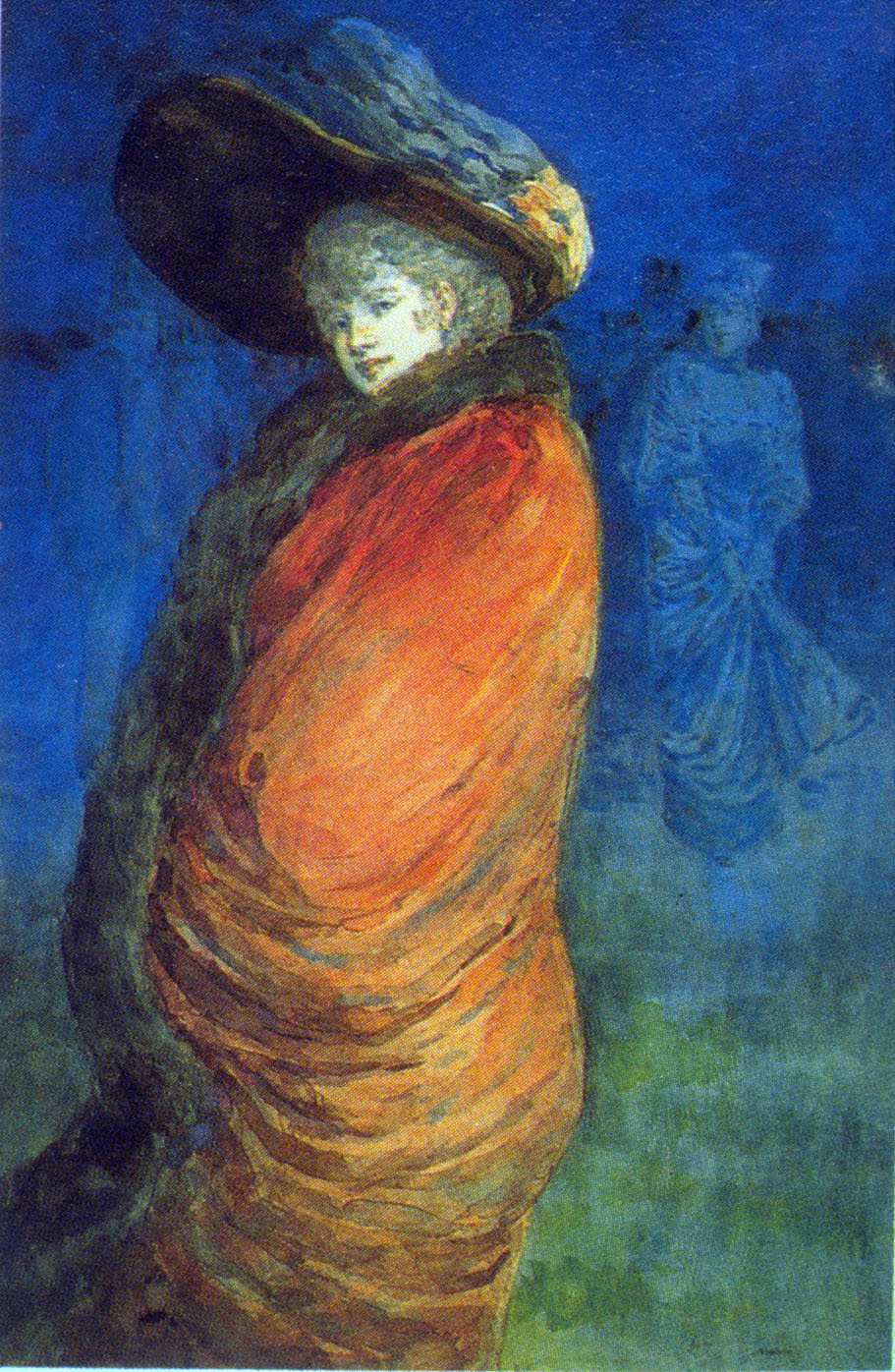
Dame mit rotem Umhang
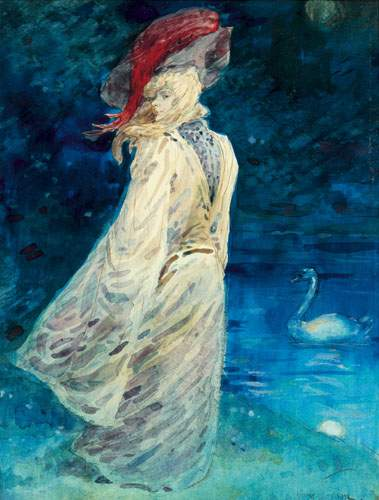
Dame mit Schwan

## Sekundärliteratur
- Elizabeth K. Mason: Henry Somm: Impressionist, Japoniste or Symbolist?, Master Drawings, vol. XXXIII, 1995, S. 8.